# Schlacht am Casilinus
Iberischer Krieg
Thannuris – Dara – Satala – Callinicum – Martyropolis
Vandalenkrieg
Ad Decimum – Tricamarum
Gotenkrieg
1. Neapel – 1. Rom – Verona – Faventia – Mucellium – 2. Neapel – 2. Rom – 3. Rom – Sena Gallica – Busta Gallorum – Mons Lactarius – Casilinus
Eroberung von Spania
Maurenkriege
Mammes und Bourgaon – Babosis und Zerboule – Cillium – Marta – Felder von Cato
Lasischer Krieg
1. Petra – 2. Petra – 3. Petra – 1. Archäopolis – Cotais – 2. Archäopolis – Telephis–Ollaria – Onoguris (3. Archäopolis) – Phasis – Tzacher
Die Schlacht am Casilinus (auch Schlacht am Volturnus oder Schlacht von Capua) war eine militärische Auseinandersetzung während der Gotenkriege. In ihr stießen im Frühjahr des Jahres 554 Heere des Oströmischen Reiches und der Franken aufeinander. Letztere erlitten dabei eine vernichtende Niederlage.

## Vorgeschichte
Bis zum Jahr 493 hatten die Ostgoten die gesamte Apenninen-Halbinsel erobert, nachdem dort bereits 476 das Weströmische Reich zusammengebrochen war. Unter Kaiser Justinian (um 482–565) schritten jedoch oströmische Truppen zur systematischen Rückeroberung dieser Gebiete (→ Restauratio imperii). Ab 535 kam es zum Krieg gegen die Ostgoten mit dem Ziel der Rückeroberung des Apennin. Bereits 539 griff ein Heer der fränkischen Merowinger in die Kämpfe ein und plünderte (nach oströmischer Darstellung, andere Quellen gibt es nicht) Oberitalien, ohne aber dauerhafte Eroberungen anzustreben. Nach dem Sieg der oströmischen Truppen unter dem Feldherrn Narses (um 490–574) in der Schlacht am Mons Lactarius im Jahre 552 (oder Anfang 553) war der Kampf gegen die Ostgoten dann faktisch zugunsten der Römer entschieden.
Im Frühjahr 553 fiel jedoch ein fränkisch-alamannisches Heer von Norden her ein, um die ungeklärten Verhältnisse zu eigenen Eroberungen auszunutzen. Dieses stand unter dem Befehl der alamannischen Brüder und Herzöge Butilin und Leuthari I. (beide † 554) und soll nach dem spätantiken Geschichtsschreiber Agathias, der kein Augenzeuge war, 75.000 Krieger gezählt haben – eine Zahl, die nahezu sicher viel zu hoch gegriffen ist, da eine derart große Armee unter den Bedingungen der ausgehenden Spätantike logistisch nicht zu führen gewesen wäre. Außerdem hatte Agathius als byzantinischer Historiker ein Motiv, die Stärke der Gegner von Narses zu überzeichnen, weil dies die militärische Leistung seines Landes hervorhob.
Narses war noch mit der Belagerung der verbliebenen ostgotischen Festungen beschäftigt und schickte dem neuen Gegner zunächst nur einen Teil seiner Truppen unter Fulcaris entgegen. Dieses Kontingent erlitt jedoch im Herbst 553 eine Niederlage. Narses beschloss daraufhin, seine Truppen vorerst in festen Städten überwintern zu lassen. Dies gab den Franken die Möglichkeit, durch die gesamte Halbinsel zu ziehen und zu plündern (Darstellung in oströmischer Quelle). Sie teilten sogar ihre Streitkräfte in zwei Teile. Im Frühjahr 554 kehrte der eine Teil des Heeres aus dem Süden der Halbinsel zurück. Diesem gegenüber zog Narses seine Truppen zusammen und verlegte ihnen am Fluss Casilinus nahe Capua den Weg. Angeblich war es wegen Streitigkeiten über Disziplinarmaßnahmen zum Konflikte zwischen Narses und den herulischen foederati in seinem Heer gekommen. Die ostgermanischen Heruler waren daraufhin erst verspätet zur Schlacht erschienen.

## Schlachtverlauf

### Überlieferter Verlauf
Die Grundlage der Überlieferung stellt der Bericht des Agathias im zweiten Buch seiner Historien (Agath. Hist. 2,4-9) dar. Er zeichnete um 580 folgendes Bild der Schlacht, mutmaßlich auf der Grundlage älterer Berichte:
Narses bezog demnach zwischen zwei Wäldern Stellung und ordnete sein Fußvolk in einer Phalanx an. An den Flanken positionierte er, versteckt durch die Wälder, die Reiterei unter den Generälen Valerianus und Artabanes. Hinter der Phalanx, in der eine Lücke für die noch nicht eingetroffenen Heruler gelassen worden war, befanden sich die leichtbewaffneten Schleuderer und Bogenschützen. Insgesamt betrug die Stärke des Heeres etwa 18.000 Mann.
Die Franken rückten laut Agathias in einer Stärke von etwa 30.000 Mann an und gingen sofort zum Angriff über. Sie bildeten dabei die Umrisse eines spitzen Dreiecks, das hohl war. Angeblich brachen sie mit dieser Formation in die Schlachtreihe der Römer ein und durchbrachen sie schließlich sogar. Daraufhin griff die römische Reiterei die Franken in Flanke und Rücken an, indem sie Wurfgeschosse und Pfeile auf die Innenseite der jeweils gegenüberliegenden Schenkel des Dreiecks schoss. Schließlich trafen auch die Heruler ein und warfen die durchgebrochenen Feinde zurück. Nun ging neben der Reiterei auch das gesamte römische Fußvolk zum Angriff über und vernichtete bis auf fünf Flüchtende das gesamte fränkische Heer.